# Rhenus
Rhenusgruppen är ett tyskt logistiktjänstföretag med omkring 18 000 anställda. Företaget grundades 1912 som ett gemensamägt bolag till Badischen Actiengesellschaft für Rheinschifffahrt und Seetransport och Rheinschiffahrts Actiengesellschaft. Namnet Rhenus är floden Rhens namn på latin.